# Чуюнчи (приток Салгира)
Чуюнчи́ (также Галтчик-Кая, Маленькая, Чуюнга, Чуюнча,; Чуюнчю, укр. Чуюнчи, крымскотат. Çoyunçı, Чоюнчы) — маловодная река в Крыму, на территории Симферопольского района, правый приток реки Салгир. Длина водотока 37 километров, площадь водосборного бассейна 132 км².

## География
Исток Чуюнчи находится южнее села Красновка, где река начинается несколькими родниками, вытекающими из нижнемеловых пластов, с общим дебитом на август 1911 года 28800 вёдер в сутки.
До шоссе Симферополь — Феодосия долина реки пологая, слабовыраженная, покрыта редким кустарником и занятая сельхозугодьями. После шоссе Чуюнчи течёт через предгорье, сложенное нуммулитовыми известняками, долина становаться довольно глубокой, с обрывистым левым берегом. Она носит в этом месте название балка Тубай. После села Урожайное река выходит в область степей и вскоре река пересыхает, наполняясь только во время паводков. До Салгира не всегда доходят даже паводковые воды, хотя Николай Рухлов, в труде «Обзор речных долин горной части Крыма» 1915 года, замечает, что до вырубки лесов в верховье реки в середине XIX века, река была более полноводной и в низовьях, ниже деревни Чуйке, выращивались поливные сады.
У реки, согласно справочнику «Поверхностные водные объекты Крыма», 2 безымянных притока длиной менее 5 километров, впадает в Салгир в 153 километрах от устья, по информации Августа Олиферова — у села Красная Зорька (в настоящее время выведена каналом несколько восточнее), водоохранная зона установлена в 100 м.
В долине Чуюнчи имеется несколько искусственных прудов, крупнейший из которых находится на южной окраине села Урожайное 45°02′34″ с. ш. 34°08′45″ в. д./
В балке Тубай в начале 2000-х годов экстрим-клубом «Бомба» оборудован автополигон, на котором регулярно проводятся гонки мотоциклов, внедорожников и тракторов, в том числе Международные тракторные соревнования «Трак Прохват».